# Concerto Cabeças
Concerto Cabeças foi um evento realizado em Brasília de 1978 a 1991. Foi idealizado por Neio Lúcio Ribeiro e contou com a participação dos poetas Nicolas Behr, Paulo Tovar, Luiz Turiba, José Sóter, Luís Martins, dentre outros; além das bandas Liga Tripa, Mel da Terra e Pessoal do Beijo, e de artistas como Cássia Eller, Oswaldo Montenegro e Renato Matos.

## História
O Concerto Cabeças começou como um evento mensal na SQS 311, na Asa Sul, entre 1978 e 1979. O organizador do evento, Neio Lúcio, possuía uma galeria e ateliê nessa quadra e lá realizou os primeiros eventos, que se estendiam para o gramado atrás da SQS 311. Em 1980, o evento passou a ser realizado no Parque da Cidade, também na Asa Sul.